# Kungu (territoire)
 (novembre 2024).
Si vous disposez d'ouvrages ou d'articles de référence ou si vous connaissez des sites web de qualité traitant du thème abordé ici, merci de compléter l'article en donnant les références utiles à sa vérifiabilité et en les liant à la section « Notes et références ».
Le territoire de Kungu est une entité administrative déconcentrée de la province du Ģrand-Ubangi, anciennement appelé territoire de Bomboma dans l'ancienne province du Moyen-Congo en république démocratique du Congo.

## Géographie

### Localisation
Il s'étend sur la partie sud-ouest de la province.

### Superficie
Le territoire fait 12 848 km2.

## Secteurs
Le territoire de Kungu est divisé en 5 secteurs :
- Bomboma : 16 groupements de 111 villages
- Lua : 6 groupements de 117 villages
- Moanda : 18 groupements de 93 villages
- Dongo : 6 groupements de 106 villages
- Songo : 15 groupements de 76 villages

Source : LE TERRITOIRE DE KUNGU FACE A LA DONNE ELECTORALE : ENJEUX, PERSPECTIVES ET STRATEGIES FUTURES.

## Démographie
Le territoire de Kungu est peuplé de deux grands groupes : les Bantu et les Soudanais.
| 1994    | 2004    |
| ------- | ------- |
| 279 833 | 359 211 |